# قطعنامه ۱۸۲۴ شورای امنیت
قطعنامه  ۱۸۲۴ شورای امنیت سازمان ملل متحد که در تاریخ ۱۸ جولای ۲۰۰۸ تصویب شد، سندی بین‌المللی دربارهٔ نقض حقوق انساندوستانهٔ بین‌المللی در قلمرو رواندا است. این قطعنامه طی نشست ۵۹۳۷ام با ۱۵ رای موافق، ۰ مخالف و ۰ ممتنع تصویب شد.